# Dardenac
Dardenac är en kommun i departementet Gironde i regionen Nouvelle-Aquitaine i sydvästra Frankrike. Kommunen ligger i kantonen Branne som tillhör arrondissementet Libourne. År 2022 hade Dardenac 92 invånare.

## Befolkningsutveckling
Antalet invånare i kommunen Dardenac
Referens:INSEE